# Сегюр (станция метро)
Сегюр (фр. Ségur) — станция линии 10 Парижского метрополитена, расположенный на границе  VII и XV округов Парижа. Названа по авеню де Сегюр, получившей своё имя по фамилии французского маршала и министра обороны маркиза Филиппа Анри Сегюра.

## История
- Станция открылась 29 июля 1937 года на участке Ла Мотт-Пике — Гренель — Дюрок, ставшем частью реорганизации линий метро в левобережной части Парижа (реорганизации подверглись трассы 8, 10 и старой 14 линий).
- Пассажиропоток по станции по входу в 2011 году, по данным RATP, составил 1 627 318 человек[2]. В 2013 году этот показатель снизился до 1 604 694 пассажиров (275 место по уровню входного пассажиропотока в Парижском метро)[3].

## Станция в кино
Один из эпизодов фильма «Три дня на убийство» разворачивается на выходе со станции «Сегюр»..

## Галерея
- Выход на авеню де Сюффрен
- Платформа